# Moorbank Garden
Der Moorbank Garden ist der botanische Garten von Newcastle upon Tyne. Er wird von der Universität Newcastle betrieben und wurde 1923 gegründet. Die Anlage umfasst 3 ha und liegt in der Nähe des Town Moor an der Claremont Road. Gewächshäuser zeigen tropische und Wüstenpflanzen. Die Außenanlage zeigt Rhododendron aus dem Kilbryde Garden in Prospect Hill des Pflanzensammlers Randle Cooke (1880–1973), der Haus und Garten der Universität vermachte, eine Sammlung von Primeln und seltenen Scheinmohn aus China und Nepal sowie Beete, die die Vegetation von Teesdale zeigen, darunter seltene Frauenmantel-Sorten. Weitere Beete zeigen die Arten von Schneeball und Scheinhasel. Auch Lord Ridley of Blagdon stiftete Pflanzen.
Der Garten ist der Öffentlichkeit im Rahmen des National Garden Schemes zugänglich. 2012 erhielt der Garten 12.200 Pfund des Heritage Lottery Funds, um den Zugang für die Öffentlichkeit zu erleichtern.
Leiterin ist zurzeit (2013) Anne Borland.
Die Gewächshäuser sollen mit dem Umzug der Universität Ende November 2013 geschlossen werden,  was den Tod aller exotischen Pflanzen bedeutet. Ein Verein, Friends of Moorbank, hat sich gegründet, um die Anlage zu retten. Northumberland College hat sich bereit erklärt, die Pflege zu übernehmen, die Stadt, der der Grund gehört, hat aber nicht eingewilligt. Die Universität will ein neues biologisches Forschungszentrum in Cockle Park bei Morpeth einrichten. Sie sieht den botanischen Garten als nicht mehr zeitgemäß.